# Eberhard-Friedrich-Walcker-Preis
Der Schramberger Eberhard-Friedrich-Walcker-Preis ist ein Musikpreis für professionelle Nachwuchsorganisten. Er wird alle vier Jahre im Rahmen eines internationalen Wettbewerbs in Schramberg vergeben. Als einziger Orgelwettbewerb weltweit ist der Walcker-Preis auf die deutsch-romantische Orgelliteratur bezogen und wird auf historischen Instrumenten gespielt.

## Geschichte und Beschreibung

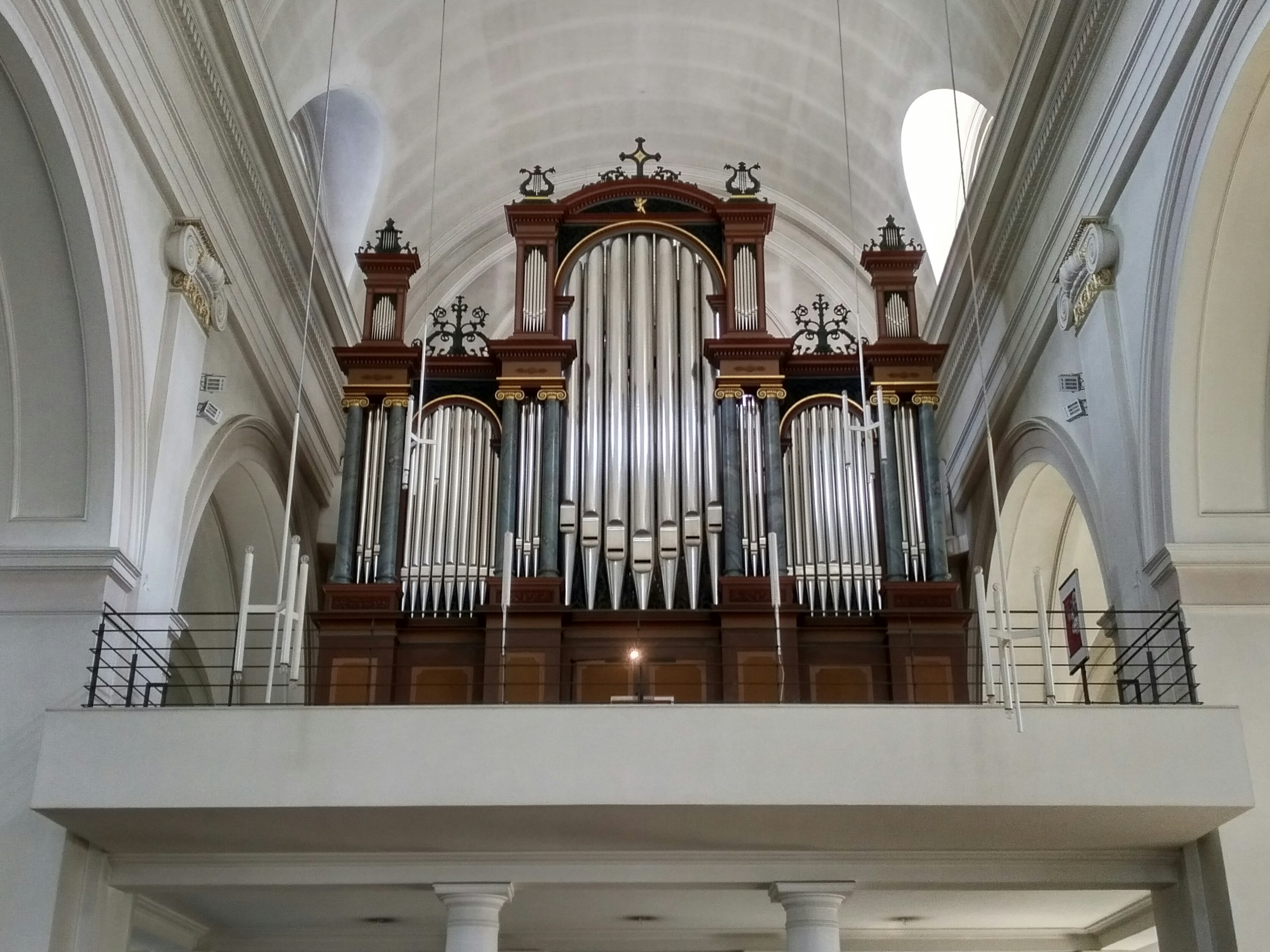
Die frühromantische Walcker-Orgel in der Kirche St. Maria

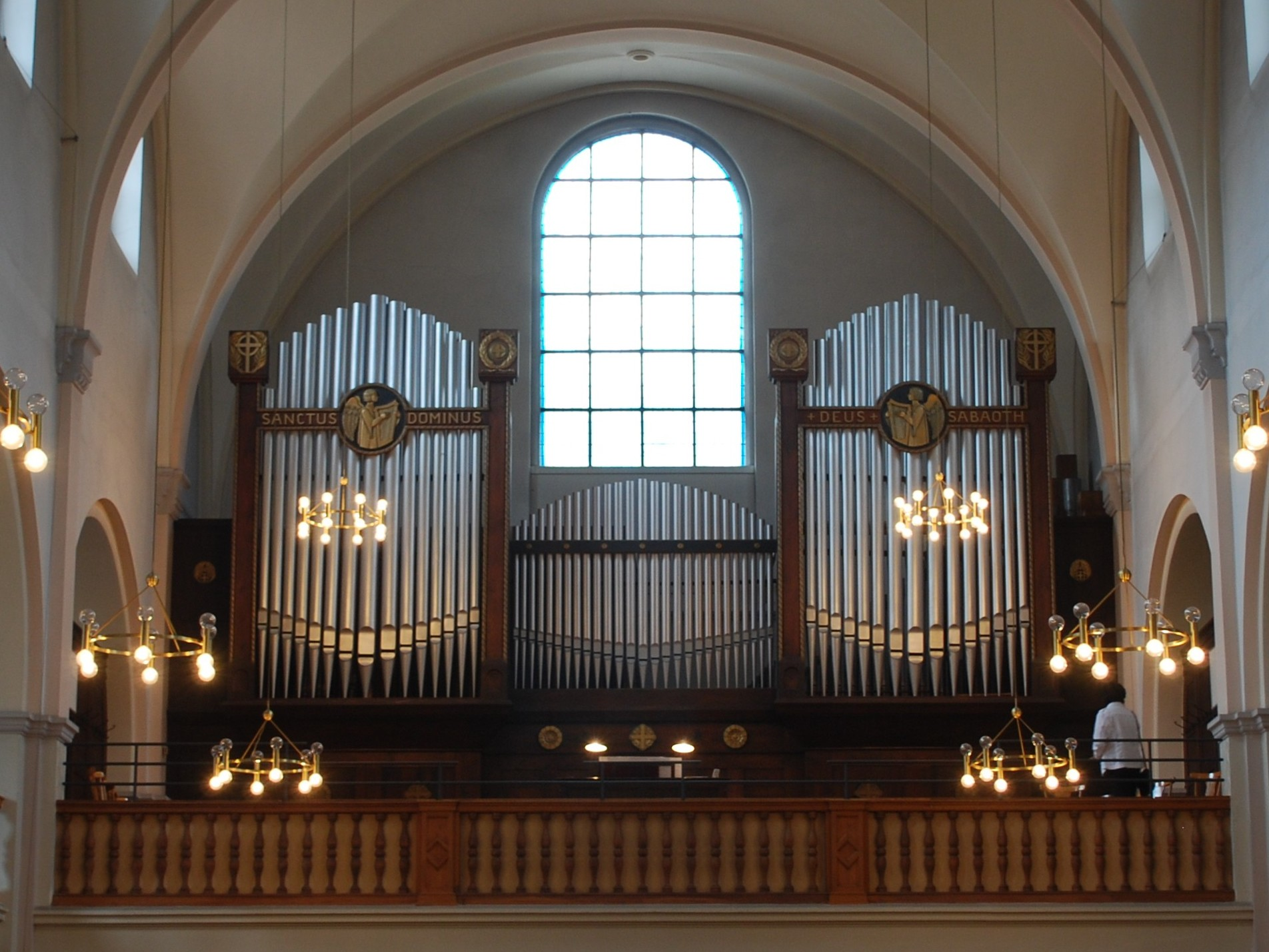
Die spätromantische Späth-Orgel in der Heilig-Geist-Kirche

Ausrichter des Wettbewerbs ist der Verein Schramberger Orgelkonzerte e. V. Der nach dem renommierten Orgelbaumeister Eberhard Friedrich Walcker benannte Preis wurde erstmals im Jahr 2001 vergeben. Danach fand der Internationale Orgelwettbewerb Schramberg ab 2004 jeweils im Abstand von vier Jahren statt. 
Der Veranstaltungsort Schramberg im Schwarzwald wurde gewählt, weil sich dort mit der 1844 erbauten Walcker-Orgel in der Kirche St. Maria und der Späth-Orgel (1925) in der Heilig-Geist-Kirche zwei romantische Denkmalorgeln befinden, die sich hervorragend für die Austragung eines solchen Wettbewerbs eignen.
Die fünfköpfige Jury unter dem Vorsitz von Ludger Lohmann, Professor an der Musikhochschule Stuttgart, ist jeweils prominent und international besetzt. Zu den Juroren zählten bisher unter anderen Guy Bovet, Hans Fagius, Peter Planyavsky und Jacques van Oortmerssen. Die Preisverleihung findet im Schramberger Schloss statt.
Pandemiebedingt konnte die Veranstaltung im Jahr 2020 nicht turnusgemäß durchgeführt und 2021 nicht nachgeholt werden. Der Sechste Internationale Orgelwettbewerb Schramberg fand vom 18. bis 27. Mai 2022 statt.

## Preise
Der Walcker-Preis ist mit insgesamt 10.000 Euro dotiert, die auf drei Preisträger verteilt werden:
- 1. Preis: 5.000 Euro („Eberhard-Friedrich-Walcker-Preis“)
- 2. Preis: 3.000 Euro
- 3. Preis: 2.000 Euro

## Preisträger
Bei den bisherigen sechs Wettbewerben wurden 18 Preisträger aus 9 Ländern ermittelt. Mit Soyon Park und Juhee Lee (beide aus Südkorea) zählten 2016 erstmals Frauen zu den Preisträgern.
2001
- - 1. Preis: Antal Varadi (Ungarn)
  - 2. Preis: Steffen Markus Schlandt (Deutschland)
  - 3. Preis: Burkhard Just (Deutschland)

2004
- - 1. Preis: Patrick Fritz-Benzing (Deutschland)
  - 2. Preis: Andrew Dewar (Großbritannien)
  - 3. Preis: Ju-Hyun Kim (Südkorea)

2008
- - 1. Preis: Konstantin Volostnov (Russland)
  - 2. Preis: Lukas Stollhof (Deutschland)
  - 3. Preis: Gijs Boelen (Niederlande)

2012
- - 1. Preis: Severin Zöhrer (Deutschland)
  - 2. Preis: Jaroslaw Tarnawski (Polen)
  - 3. Preis: Giuseppe Raccuglia (Italien)

2016
- - 1. Preis: Soyon Park (Südkorea)[6]
  - 2. Preis: Sangmin Chu (Südkorea)
  - 3. Preis: Juhee Lee (Südkorea)

2022
- - 1. Preis: Johannes Krahl (Deutschland)[7]
  - 2. Preis: Stephan Pollhammer (Österreich)
  - 3. Preis: Nataliya Abryutina (Russland)